# نیکولای دانیلفسکی

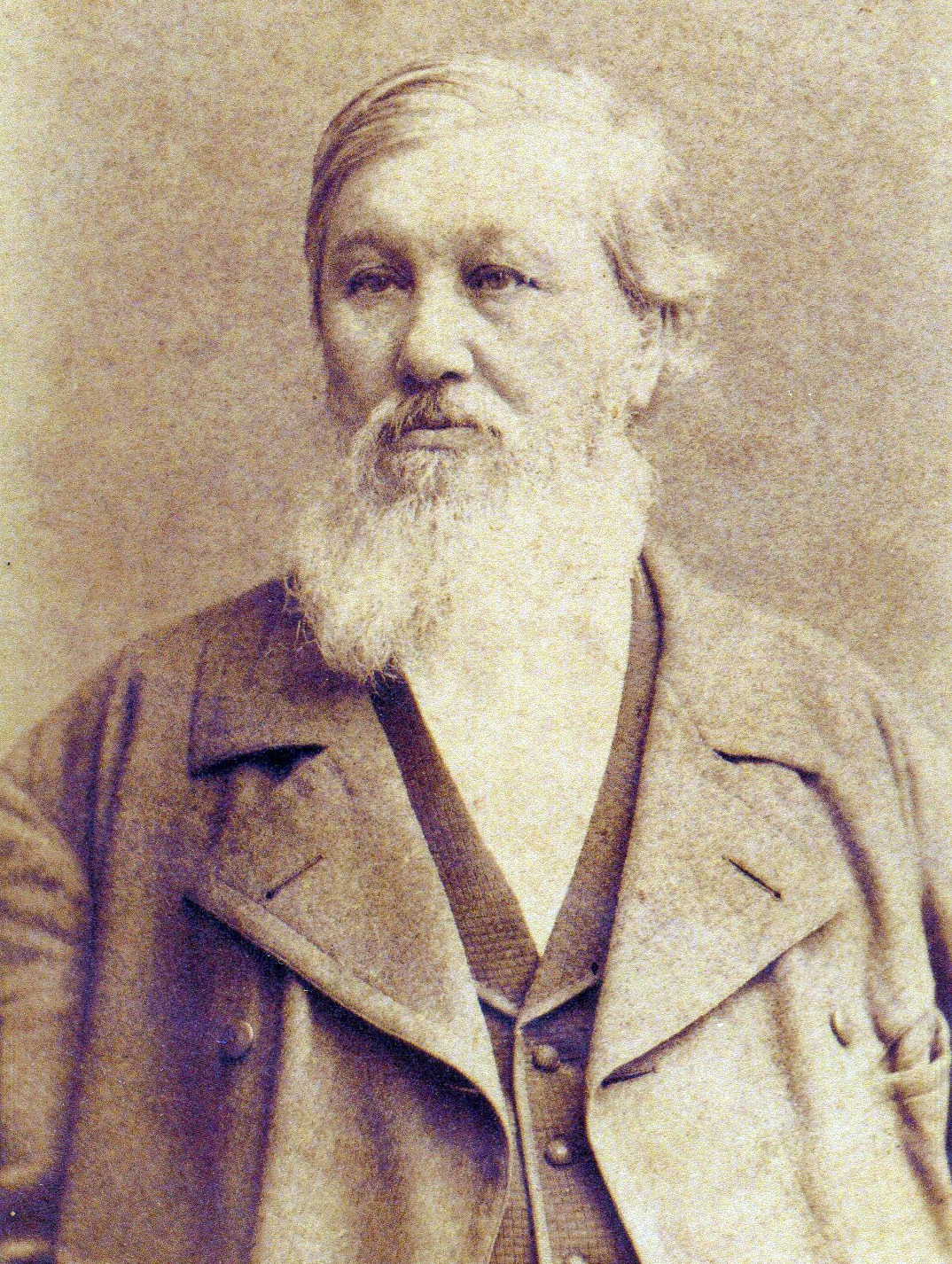
نیکولای دانیلفسکی دانشمند روس.او یک اقتصاددان،قوم شناس،تاریخنویس و فیلسوف بود.

نیکلای یاکوفلویچ دانیلفسکی (به انگلیسی: Nikolay Yakovlevich Danilevsky، به روسی: Никола́й Я́ковлевич Даниле́вский)،
(۲۸ نوامبر ۱۸۲۲ - ۷ نوامبر ۱۸۸۵) اقتصاددان، قوم شناس، تاریخنویس و فیلسوف طبیعتگرا روس، و ایدئولوگ پان اسلاویسم و جنبش اسلاوگرایی بود که دیدگاه چرخشی بودن تاریخ جهان را تشریح کرد.

## زندگی
دانیلفسکی در روستای اوبرتس در حکومت اوریول به دنیا آمد. به عنوان عضو یک خانوادهٔ اشرافی، در لوسیوم تزارسکویه سیلو تحصیل کرد و پس از فارغ التحصیلی به سمتی در وزارتخانهٔ جنگ منصوب شد. به دلیل نارضایتی از چشم‌انداز حرفهٔ نظامیگری، به دانشگاه سن پیترزبورگ رفت و در آنجا به مطالعهٔ فیزیک و ریاضی پرداخت.
دانیلفسکی پس از قبولی در امتحانات کارشناسی ارشد، برای دفاع از پایان نامه‌اش در رابطه با گیاهان منطقهٔ دریای سیاه بخش اروپایی روسیه آماده می‌شد که در سال ۱۸۴۹ به خاطر عضویتش در حلقهٔ پتراشفسکی دستگیر شد. این محفل آثار سوسیالیست‌های فرانسوی را مطالعه می‌کرد و فیودور داستایفسکی نیز عضو آن بود. بیشتر اعضای فعال این حلقه در ابتدا به مرگ (و سپس با تخفیف به حبس ابد) محکوم شدند. دانیلفسکی به مدت ۱۰۰ روز در قلعهٔ پیتر و پل زندانی شد و سپس به وولوگدا فرستاده شد تا تحت نظر پلیس زندگی کند. وی در آنجا در مدیریت استانی کار می‌کرد.
در سال ۱۸۵۲ به مأموریتی فرستاده شد که هدف ارزیابی وضعیت صنعت ماخیگیری در رودخانهٔ ولگا و دریای کاسپین را دنبال می‌کرد و ریاست آن با کارل ارنست فون بائر بود. این مأموریت چهار سال به طول انجامید و پس از آن بود که دانیلفسکی به سمت مسئول دپارتمان کشاورزی وزارتخانهٔ اموال دولتی منصوب شد. وی برای مدت ۲۰ سال مسئولیت مأموریت‌ها به دریای سفید، دریای سیاه، دریای آزوف، دریای کاسپین و اقیانوس منجمد شمالی را برعهده داشت. تخصصی که وی از این مأموریت‌ها به دست آورد وی را به نگارش کتابی با عنوان بررسی وضعیت شیلات در روسیه رهنمون کرد که در سال ۱۸۷۲ منتشر شد.
دانیلفسکی به جز آثارش در رابطه با شیلات و تجارت دریایی، ریاست کمیسیونی را نیز بر عهده داشت که تنظیم قوانین استفاده از آب جاری در کریمه را از ۱۸۷۲ تا ۱۸۷۹ انجام می‌داد. وی از ۱۸۷۹ تا ۱۸۸۰ باغ گیاهشناسی نیکیتسکی را مدیریت می‌کرد، و همچنین بخشی از کمیسیونی بود که برای مقابله با اپیدمی کِرم در دههٔ ۱۸۸۰ منصوب شد. مقالات وی در ارتباط با آب‌وهواشناسی، زمین‌شناسی، جغرافیا و قوم شناس روسیه سبب شد تا جایزهٔ انجمن جغرافیای روسیه به وی تعلق بگیرد.
دانیلفسکی در تفلیس درگذشت و در املاک خود در مشانکا به خاک سپرده شد.

## آثار
دانیلفسکی به‌طور عمده به سبب انتقادش از نظریهٔ تکامل چارلز داروین و نیز تئوری گونه‌های تاریخی-فرهنگی اش شناخته شده‌است.